# چیلا (کاستیا)
چیلا (به اسپانیایی: Chila) یک کوه در پرو است. چیلا ۵٬۶۵۴ متر بالاتر از سطح دریا واقع شده‌است.